# Craesus latipes
Craesus latipes är en stekelart som först beskrevs av Villaret 1832.  Craesus latipes ingår i släktet Craesus, och familjen bladsteklar. Arten är reproducerande i Sverige.

## Bildgalleri

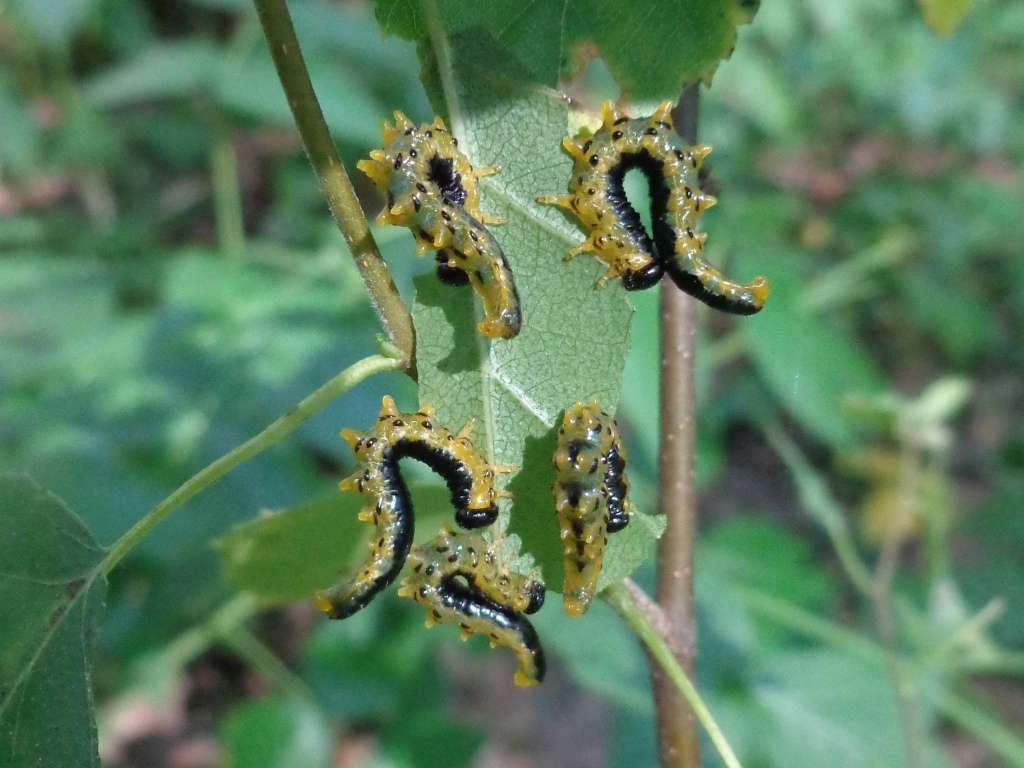
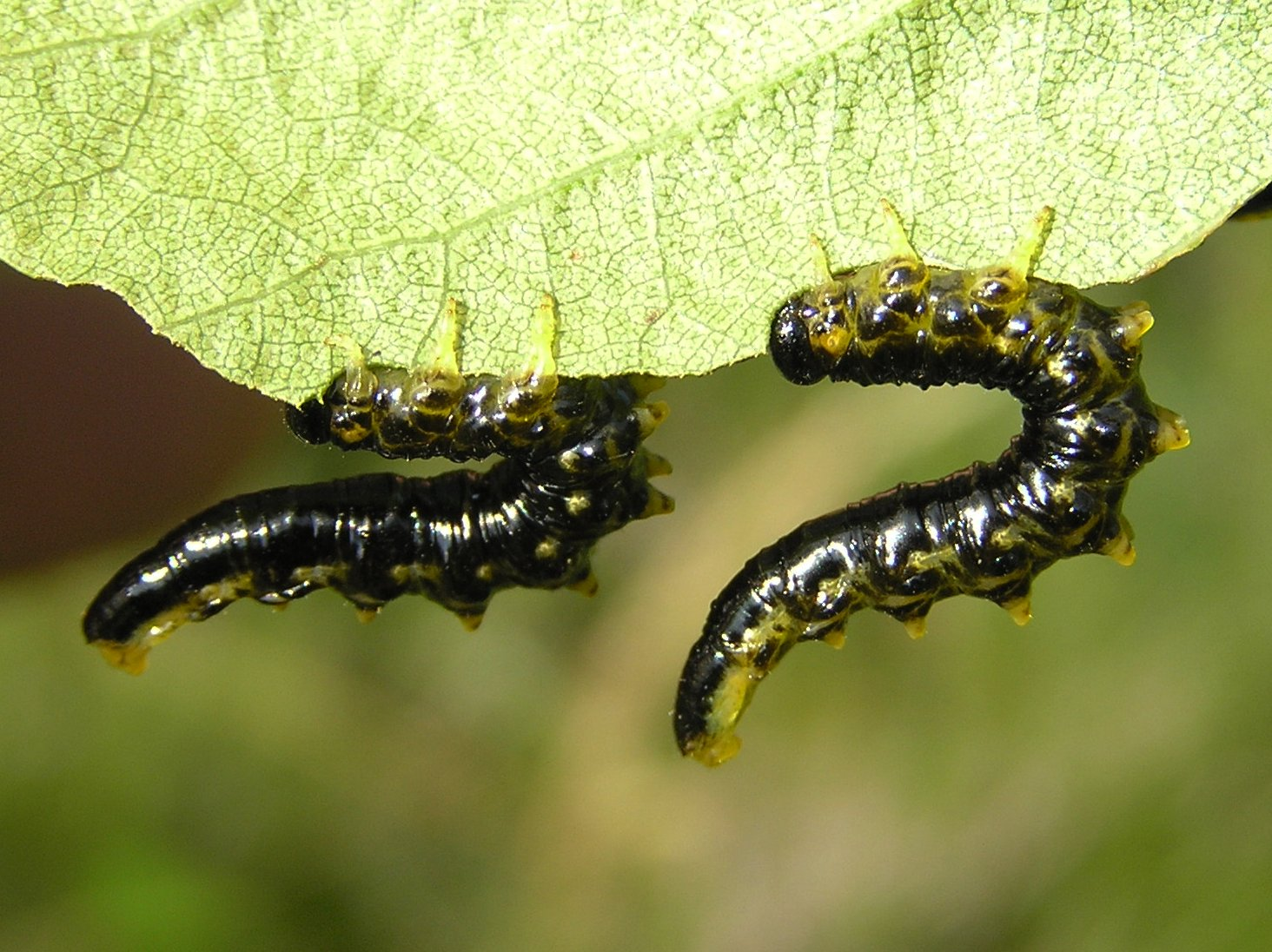
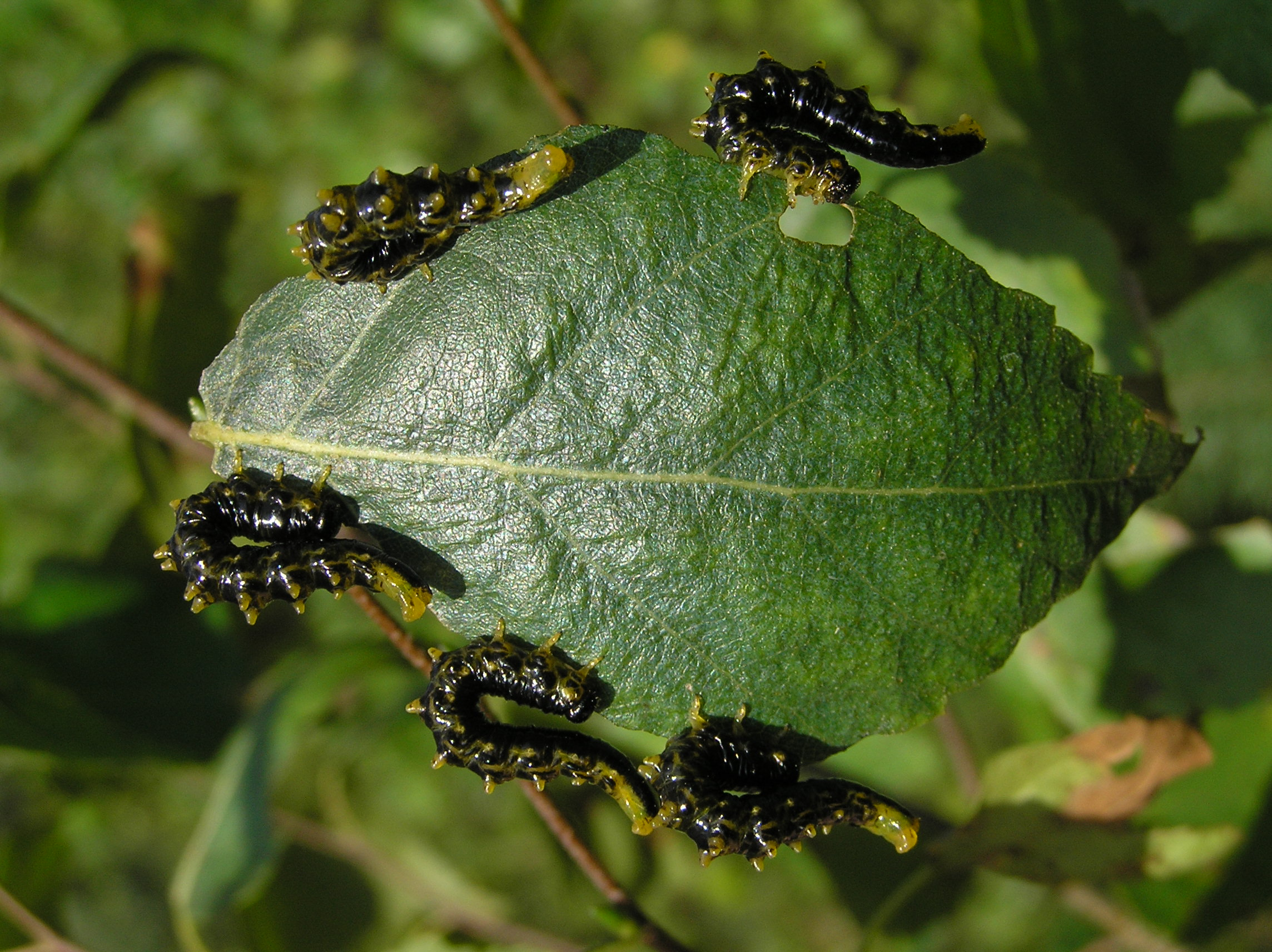
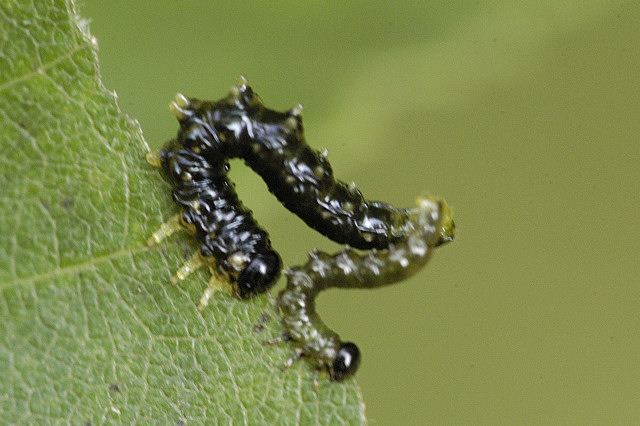